# Casa Azul
La Casa Azul (en coreano: 청와대; en hanja: 靑瓦臺; Cheongwadae ‘pabellón de azulejos cian’) es un parque público que anteriormente sirvió como oficina ejecutiva y residencia oficial del presidente de Corea del Sur desde 1948 hasta 2022. Está ubicada en el distrito de Jongno, en Seúl, capital de Corea del Sur.
La Casa Azul es, de hecho, un complejo de múltiples edificios, construido en gran parte en el estilo arquitectónico coreano tradicional con algunos elementos e instalaciones arquitectónicos modernos. La Casa Azul ahora consiste en el salón de la oficina principal Bon-gwan (본관; 本館; ‘casa principal’), la residencia presidencial, la casa de recepción del Estado Yeongbin-gwan (영빈관; 迎賓館; ‘bienvenida-casa de huéspedes’), la Chunchu-gwan (춘추관; 春秋館; ‘casa de primavera-otoño’), la sala de prensa y los edificios de la secretaría. Todo el complejo cubre aproximadamente 250 000 metros cuadrados o 62 acres.
La Casa Azul se construyó sobre el sitio del jardín real de la dinastía Joseon (1392–1910). Si bien la Casa Azul servía como oficina ejecutiva, era una de las residencias oficiales más protegidas de Asia. Tras la toma de posesión del presidente Yoon Suk-yeol en mayo de 2022, la Casa Azul fue relevada de sus funciones como residencia oficial y oficina ejecutiva del presidente y se convirtió por completo en un parque público.

## Historia
La ubicación de la Casa Azul fue el sitio de una villa real en lo que entonces era Hanyang, la capital del sur de la dinastía Goryeo (918–1392). Fue construido por el rey Sukjong en 1104. La capital principal de Goryeo estaba en Kaesong, y también mantuvo una capital occidental en Pionyang y una capital del este en Gyeongju.
Después de que la dinastía Joseon (1392–1897) trasladara su capital a Hanyang, se construyó Gyeongbokgung en 1395, el cuarto año de reinado del rey Taejo como el palacio principal, y el lote de la villa real se convirtió en el jardín trasero del palacio. Fue utilizado como el sitio para los exámenes del servicio civil y entrenamiento militar.
Después de que Japón anexó a Corea en 1910, el gobernador japonés de Corea usó los terrenos de Gyeongbokgung para el edificio general del Gobierno. En julio de 1939, Japón construyó una residencia-oficina oficial para el gobernador general en el sitio de la Casa Azul.
Con los establecimientos de la República de Corea en 1948, el presidente Syngman Rhee llamó al edificio «Gyeongmudae» (en coreano: 경무대; en hanja: 景武臺, tdl. ‘pabellón de la capital’), que era el nombre de uno de los pocos edificios antiguos de antigua residencia oficial allí. Lo usó como su oficina y residencia. El presidente Yun Bo-seon cambió el nombre a «Cheongwadae» después de su toma de posesión en 1960. Según los informes, el nombre se cambió porque aparentemente se había asociado con el autoritarismo y la dictadura. Se propuso un nombre alternativo «Hwaryeongdae» junto con «Cheongwadae» como posible candidato para cambiar el nombre, pero finalmente se eligió este último.
En enero de 1968, infiltrados norcoreanos casi llegaron al edificio en un intento de asesinar al presidente Park Chung-hee durante el asalto a la Casa Azul. En el tumulto que siguió, veintiocho norcoreanos, veintiséis surcoreanos y cuatro estadounidenses murieron.
El 26 de octubre de 1979 Park Chung-hee fue asesinado por el director de la Agencia Central de Inteligencia de Corea en una casa de seguridad en los terrenos de la Casa Azul.
Los presidentes Park Chung-hee, Choi Kyu-hah y Chun Doo-hwan usaron el edificio como su oficina y residencia oficial. Mientras el presidente Roh Tae-woo estuvo en el cargo, se construyó un nuevo edificio de oficinas, residencia oficial y centro de prensa, llamado «Chunchu-gwan». El edificio de oficinas principal se inauguró en abril de 1991. En 1993, durante la presidencia de Kim Young-sam, se desmanteló el edificio construido por Japón para la entonces residencia oficial.
El 20 de marzo de 2022, el presidente electo de Corea del Sur Yoon Suk-yeol anunció que asumiría el cargo el 10 de mayo en el edificio del Ministerio de Defensa Nacional en el distrito de Yongsan de Seúl, y abrir la Casa Azul al público como un parque. En mayo de 2022, de acuerdo con la orden emitida por Yoon Suk-yeol después de asumir el cargo, el edificio se convirtió oficialmente en un parque público y se abrió al público por primera vez en sus 74 años de historia, con un máximo de 39 000 visitantes permitidos por día.